# Green Township (Ashland County, Ohio)
Green Township ist eines von fünfzehn Townships des Ashland Countys im US-Bundesstaat Ohio. Das U.S. Census Bureau hat bei der Volkszählung 2020 eine Einwohnerzahl von 3.676 ermittelt.

## Geographie
Green Township liegt im Süden des Ashland Countys im mittleren Nordosten von Ohio und grenzt im Uhrzeigersinn an die Townships: Vermillion Township, Mohican Township, Lake Township, Washington Township im Holmes County, Hanover Township, Worthington Township und Monroe Township im Richland County, Mifflin Township.

## Verwaltung
Das Township wird durch ein Board of Trustees, bestehend aus drei gewählten Mitgliedern, verwaltet. Zwei Personen werden jeweils im Jahr nach der Präsidentschaftswahl gewählt und eine jeweils im Jahr davor. Die Amtszeit dauert in der Regel vier Jahre und beginnt jeweils am 1. Januar. Daneben gibt es noch einen Township Clerk (Schriftführer), der ebenfalls im Jahr vor der Präsidentschaftswahl auf eine vierjährige Amtszeit gewählt wird. Dessen Amtszeit beginnt jeweils am 1. April.